# Herrarnas C-1 i slalom i kanotsport vid olympiska sommarspelen 2012
Herrarnas C-1 i slalom vid olympiska sommarspelen 2012 hölls mellan 29 och 31 juli på Lee Valley White Water Centre i London. Det kördes en kvalomgång med två åk, där det bästa åket räknades och de tolv främsta gick vidare till semifinal. Där åkte varje idrottare en gång och de åtta bästa gick vidare till final. Där kördes ytterligare ett åk och den med bäst tid vann guld. Guldet togs av fransmannen Tony Estanguet, silvret av Sideris Tasiadis från Tyskland och trea kom Michal Martikán från Slovakien.

## Medaljörer
| Gren        | Guld                     | Silver                    | Brons                     |
| C-1, slalom | Tony Estanguet Frankrike | Sideris Tasiadis Tyskland | Michal Martikán Slovakien |

## Schema
Kvalomgång

29 juli, 13:30 & 15:42

Semifinal

31 juli, 13:30

Final

31 juli, 15:06

## Resultat
| Plac. | Namn                     | Kvalomgång | Kvalomgång | Kvalomgång | Kvalomgång | Semifinal         | Semifinal         | Final             | Final             |
| Plac. | Namn                     | Åk 1       | Åk 2       | Bästa tid  | Plac.      | Tid               | Plac.             | Tid.              | Plac.             |
| ----- | ------------------------ | ---------- | ---------- | ---------- | ---------- | ----------------- | ----------------- | ----------------- | ----------------- |
| 1     | Tony Estanguet (FRA)     | 93.24      | 99.20      | 93.24      | 7          | 101.67            | 3                 | 97.06             | 1                 |
| 2     | Sideris Tasiadis (GER)   | 96.12      | 92.83      | 92.83      | 4          | 98.94             | 1                 | 98.09             | 2                 |
| 3     | Michal Martikán (SVK)    | 139.46     | 90.56      | 90.56      | 1          | 104.04            | 4                 | 98.31             | 3                 |
| 4     | Ander Elosegi (ESP)      | 93.24      | 96.60      | 93.24      | 6          | 104.04            | 5                 | 102.61            | 4                 |
| 5     | Stanislav Ježek (CZE)    | 94.09      | 206.82     | 94.09      | 9          | 104.37            | 7                 | 105.73            | 5                 |
| 6     | Kynan Maley (AUS)        | 96.07      | 96.68      | 96.07      | 12         | 105.49            | 8                 | 107.08            | 6                 |
| 7     | Takuya Haneda (JPN)      | 101.13     | 92.72      | 92.72      | 3          | 104.16            | 6                 | 110.62            | 7                 |
| 8     | Benjamin Savšek (SLO)    | 90.83      | 203.42     | 90.83      | 2          | 99.92             | 2                 | 219.95            | 8                 |
|       |                          |            |            |            |            |                   |                   |                   |                   |
| 9     | Grzegorz Kiljanek (POL)  | 101.03     | 93.50      | 93.50      | 8          | 106.14            | 9                 | Gick inte vidare. | Gick inte vidare. |
| 10    | David Florence (GBR)     | 101.60     | 93.04      | 93.04      | 5          | 106.16            | 10                | Gick inte vidare. | Gick inte vidare. |
| 11    | Aleksandr Lipatov (RUS)  | 96.13      | 95.51      | 95.51      | 10         | 107.49            | 11                | Gick inte vidare. | Gick inte vidare. |
| 12    | Teng Zhiqiang (CHN)      | 95.68      | 96.06      | 95.68      | 11         | 107.53            | 12                | Gick inte vidare. | Gick inte vidare. |
|       |                          |            |            |            |            |                   |                   |                   |                   |
| 13    | Stefano Cipressi (ITA)   | 96.40      | 99.74      | 96.40      | 13         | Gick inte vidare. | Gick inte vidare. | Gick inte vidare. | Gick inte vidare. |
| 14    | Casey Eichfeld (USA)     | 97.04      | 102.02     | 97.04      | 14         | Gick inte vidare. | Gick inte vidare. | Gick inte vidare. | Gick inte vidare. |
| 15    | Christos Tsakmakis (GRE) | 165.79     | 105.22     | 105.22     | 15         | Gick inte vidare. | Gick inte vidare. | Gick inte vidare. | Gick inte vidare. |
| 16    | Sebastian Rossi (ARG)    | 109.41     | 107.52     | 107.52     | 16         | Gick inte vidare. | Gick inte vidare. | Gick inte vidare. | Gick inte vidare. |
| 17    | Rafail Vergoyazov (KAZ)  | 125.49     | 225.23     | 125.49     | 17         | Gick inte vidare. | Gick inte vidare. | Gick inte vidare. | Gick inte vidare. |